# Patientenindividuelle Arzneimittelverblisterung

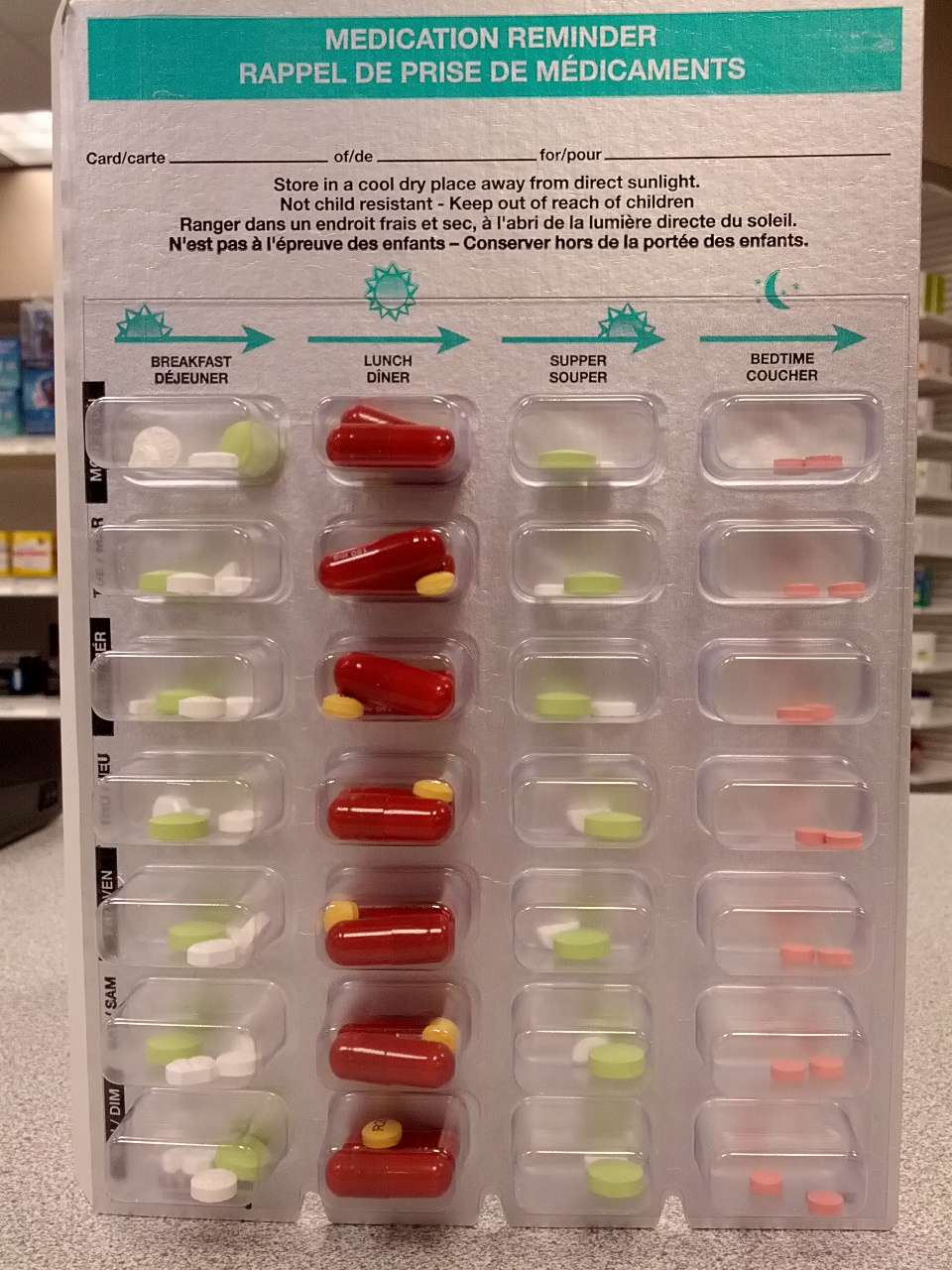
Blisterkarte

Bei der patientenindividuellen Arzneimittelverblisterung werden Arzneimittel eines Patienten in Einzelportionen nach ärztlich verordneter Dosierung zusammengestellt und verpackt, zur Verabreichung zu festgelegten Zeitpunkten.
Dieses auch Unit-Dose-Versorgung genannte Konzept ist in Deutschland ein Arzneimittelherstellungsverfahren und unterliegt dem Arzneimittelgesetz. Es können somit nur Apotheken, Arzneimittelhersteller oder Blisterzentren mit Erlaubnis nach §13 AMG patientenindividuelle Arzneimittelblister herstellen. Mit den verblisterten Arzneimitteln soll die Therapiesicherheit insbesondere für Patienten in Krankenhäusern und Bewohner von Pflegeheimen erhöht werden.

## Geeignete Arzneimittel
Es werden überwiegend feste orale Darreichungsformen wie Dragees, Tabletten und Kapseln verblistert; für den Krankenhausbereich auch andere Darreichungsformen wie Kurzinfusions- und Injektionslösungen, Zäpfchen und Fertigspritzen. Arzneimittel, die beispielsweise besonders bruch-, feuchtigkeits- bzw. oxidationsempfindlich sind oder CMR-Stoffe enthalten, dürfen nicht auf diese Weise verpackt werden. Außerdem müssen die möglicherweise unterschiedlichen Vorgaben berücksichtigt werden, die die Haltbarkeit nach dem erstmaligen Ausblistern betreffen.

## Formen der Verblisterung

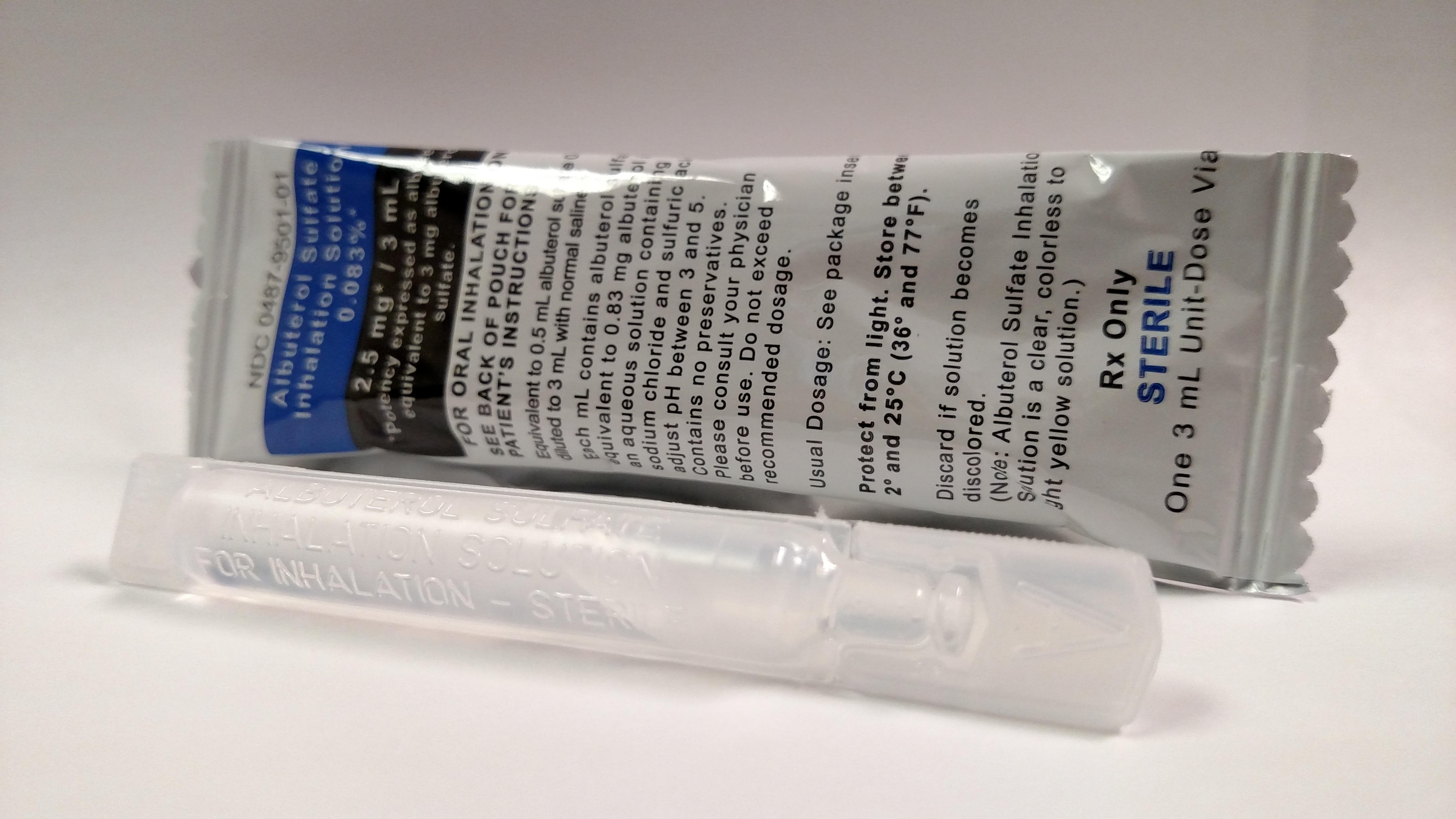
Eine Einzelportion (Unit-Dose)

Die Arzneimittel werden aus ihrer Originalverpackung entnommen (ausgeblistert) und in
- Becherblister (manuell und maschinell) oder
- Blisterkarten (manuell, eventuell IT-unterstützt) oder
- Schlauchblister (automatisiert, mit manueller Zuarbeit)

umgepackt.
Die Blister werden mit Namen des Patienten, Einnahmezeitpunkt(en), den enthaltenen Arzneimitteln und ihrer Dosis, sowie Verfalldaten und Chargennummern beschriftet.
Becherblister und Blisterkarten sind am übersichtlichsten und enthalten meist die Medikation für sieben Tage. Maximal hygienisch ist der Becherblister: Nach dem Abziehen der Folie können die Arzneimittel direkt aus dem Einzelbecher eingenommen werden. Schlauchbeutel-Blister sind flexibler: Für jeden Einnahmezeitpunkt ist ein Tütchen vorgesehen, und jedes Tütchen enthält die für diesen Termin angeordneten und verpackten Arzneimittel. Die Arzneimittel können so nach pharmazeutischen Gesichtspunkten verpackt und die Einnahmezeitpunkte auf einen optimalen Wirkungseintritt abgestimmt werden.
Diese Blister bestehen zumeist aus Plastik und Alufolie, die (leer) in der Wertstofftonne entsorgt werden können. Aus Datenschutzgründen müssen die mit den Patientendaten beschrifteten Aufkleber vorher entfernt werden. Die Aufkleber oder Folien mit entsprechendem Aufdruck müssen den geltenden Datenschutzbestimmungen gemäß vernichtet werden.

## Vor- und Nachteile des Verblisterns

### Kosten
Bei den Prozesskosten, insbesondere in der Pflege, liegt der Blister deutlich unterhalb der Kosten für einen entsprechenden Personaleinsatz bei der Arzneimittelstellung. Die Voraussetzungen für die Therapietreue der Patienten werden verbessert, gleichzeitig lassen sich Einsparungen von Krankheitskosten erreichen, die aufgrund von falscher Medikation oder auch mangelnder Befolgung entstehen. Außerdem wird das Fehlerrisiko beim Stellen der Arzneimittel durch zwingend vorgeschriebene Qualitätssicherungsprozesse auf nahezu null reduziert.
Da aber vor allem ältere Patienten Schwierigkeiten bei der Entnahme der Medikamente aus der Blisterverpackung haben, müssen Pflegekräfte die Entnahme in diesem Falle übernehmen. Außerdem können nur feste Arzneimittel zur oralen Verabreichung verblistert werden, andere Darreichungsformen (wie Tropfen, Sirup, Injektionslösungen, Zäpfchen) werden weiterhin von Pflegenden gestellt. Da die rechtliche Situation der Haftung im Falle einer Patientenschädigung durch fehlerhafte Medikamentenverabreichung noch nicht eindeutig geklärt ist, liegt die Durchführungsverantwortung immer noch bei der Pflegekraft. Kommt sie dieser Verpflichtung im vollen Umfang nach, ist kaum Zeit- und damit Kostenersparnis gegeben: Jedes einzelne Arzneimittel muss anhand der 5-R-Regel und mit Hilfe von hinterlegten Mustern (da keine Originalpackungen vorhanden) überprüft werden.

### Verbesserung der Arzneimittelsicherheit
Die Arzneimittelsicherheit wird deutlich verbessert, wenn Arzneimittel nicht manuell portioniert werden, sondern die Medikation in Arzneimittelblister in einem validierten und qualifizierten Verfahren unter Reinraumbedingungen nach europäischen Standards (Good Manufacturing Practice, GMP) bereitgestellt wird. Dieses ist bei Blisterzentren der Fall, die eine Erlaubnis nach § 13 Arzneimittelgesetz (Herstellungserlaubnis) vorweisen können.

### Patientensicherheit und -information
Die Verblisterung erlaubt eine großflächige Herstellerchargen-Dokumentation erstmals bis zum Patienten. Bisher war diese Chargendokumentation auf Ebene des Großhandels bzw. in der Apotheke beendet. Dies bedeutet eine Verbesserung mit Blick auf die Arzneimittelsicherheit für die Patienten; z. B. bei einer Rückrufaktion.

### Arzneimittelabgabeprozess
Der pharmazeutisch wichtigste Effekt bei der Arzneimittelabgabe mit Hilfe von Blistern liegt in der beliebigen Anzahl der möglichen Einnahmezeitpunkte, die exakt so wiedergegeben werden können, wie es der Patient und das Arzneimittel benötigt und der Arzt verordnet. So sind auch komplizierte Einnahmeschemata (patienten-)individuell darstellbar. Besonders empfindliche Arzneimittel können darüber hinaus separat verpackt werden. Bei mehreren einzeln verpackten Medikamenten kann ein Unit-Dose-Ring automatisiert erstellt werden, welcher die gesamte Therapie für einen Tag beinhaltet. Jeder Unit-Dose-Ring enthält mehrere einzelne Unit-Dose-Packungen in ihrer Originalverpackung und eine separate Patientenkarte, welche die verschriebenen Medikamente mit dem vorgesehenen Empfänger identifiziert. Blister bilden somit die gesicherte Basis für die Abgabe von Arzneimitteln im Rahmen der pharmazeutischen Betreuung („pharmaceutical care“).
Allerdings sind kurzfristige Änderungen der Medikation (Dosiserhöhung, Wechsel auf ein anderes Präparat) bei industriell hergestellten Schlauchblistern nur dann schnell umsetzbar, wenn die Pflegeeinrichtung über einen Arzneimittelvorrat verfügt, aus dem sie ergänzen oder ersetzen kann. Praktisch ist aber kein Präparatewechsel, sondern nur eine Dosiserhöhung oder -reduzierung umsetzbar, weil Medikamente im Heim nur personenbezogen gelagert werden dürfen. Bei Blister-Apotheken, die in der Regel in unmittelbarer Nähe zur Pflegeeinrichtung selbst verblistern, sind schnelle Wechsel möglich. Das sofortige Absetzen eines Arzneimittels kann nur dann durchgeführt werden, wenn es eindeutig identifizierbar ist und dadurch von weiteren in der Blisterpackung vorhandenen unterschieden werden kann.